# Roger Staub
Roger Staub (Arosa, 1 juli 1936 - Verbier, 30 juni 1974) was een Zwitsers alpineskiër. Hij beëindigde zijn sportcarrière in 1961.
Staub nam tweemaal deel aan de Olympische Winterspelen (in 1956 en 1960), welke tevens als Wereldkampioenschappen alpineskiën golden. Op de Winterspelen van 1956 eindigde hij als vierde op de afdaling. Bij zijn tweede deelname werd hij op de reuzenslalom olympisch kampioen en wereldkampioen.
Bij de tussenliggende wereldkampioenschappen veroverde hij drie medailles, zilver op de afdaling en brons op de reuzenslalom en combinatie.

## Kampioenschappen
1952: Stein Eriksen ·
1956: Toni Sailer ·
1960: Roger Staub ·
1964: François Bonlieu ·
1968: Jean-Claude Killy ·
1972: Gustav Thöni ·
1976: Heini Hemmi ·
1980: Ingemar Stenmark ·
1984: Max Julen ·
1988: Alberto Tomba ·
1992: Alberto Tomba ·
1994: Markus Wasmeier ·
1998: Hermann Maier ·
2002: Stephan Eberharter ·
2006: Benjamin Raich ·
2010: Carlo Janka ·
2014: Ted Ligety ·
2018: Marcel Hirscher ·
2022: Marco Odermatt
- Gemeinsame Normdatei: 1049792874
- Historisch woordenboek van Zwitserland: 016393
- Virtual International Authority File: 308179221